# Tetracanthella alpina
Tetracanthella alpina är en urinsektsart som beskrevs av Carl 1901. Tetracanthella alpina ingår i släktet Tetracanthella och familjen Isotomidae. Inga underarter finns listade i Catalogue of Life.